# Jindřich Kolovrat-Krakovský
Jindřich hrabě Krakowský z Kolowrat či též Kolowrat-Krakowský (německy Heinrich von Kolowrat-Krakowsky, 27. ledna 1826 Jindřichův Hradec – 19. března 1904 Krásné Březno) byl rakouský šlechtic a politik z Čech, v 2. polovině 19. století poslanec Říšské rady.

## Život
Narodil se jako syn Arnošta Krakovského z Kolovrat.
Působil ve státní správě jako okresní hejtman. Ze státní služby odešel v roce 1879, kdy převzal po svém strýci správu fideikomisního statku.
V zemských volbách 1883 byl zvolen na Český zemský sněm za kurii velkostatkářskou, svěřenecké velkostatky. Mandát obhájil i v zemských volbách 1889 a zemských volbách 1895. Zastupoval Stranu konzervativního velkostatku.
Působil i jako poslanec Říšské rady (celostátního parlamentu Předlitavska), kam usedl v doplňovacích volbách roku 1887 za kurii velkostatkářskou v Čechách. Slib složil 26. dubna 1887. Ve volebním období 1885–1891 se uvádí jako hrabě Heinrich Kolovrat-Krakovský, velkostatkář, bytem Praha. Na Říšské radě je v roce 1890 uváděn jako člen Českého klubu, který tehdy sdružoval staročeské, moravské a velkostatkářské křídlo české reprezentace.

## Rodina
Oženil se v Lugoji 8. června 1857 s Malvínou z Palik-Učsevny (13. 11. 1836 Lugoj – 1. 12. 1911). Měli spolu pět dětí, čtyři dcery a syna, který zemřel v kojeneckém věku.
- 1. Jindřiška (20. 1. 1859 Temešvár – 19. 4. 1908 Vídeň)
  - ⚭ (6. 5. 1882 Krásné Březno) svobodný pán Václav Koc z Dobrše (28. 4. 1842 Praha – 11. 6. 1912 Újezd Svatého Kříže), polní podmaršálek, nejvyšší hofmistr arcivévody Bedřicha, poslanec českého zemského sněmu, majitel velkostatků Újezd Svatého Kříže a Bělá nad Radbuzou
- 2. Alžběta (24. 7. 1860 – 14. 9. 1880)
- 3. Anna Bedřiška (28. 2. 1865 Hradec Králové – 9. 2. 1934 Ort)
  - ⚭ I. (9. 8. 1887 Krásné Březno) Jan Antonín Dobřenský (25. 11. 1854 Sambir – 24. 1. 1900 Gries), poslanec Říšské rady a Českého zemského sněmu, čestný rytíř Maltézského řádu
  - ⚭ II. (17. 5. 1919 Praha) Constantin Stuchlík (21. 7. 1877 Praha – 12. 4. 1949 Praha), akademický malíř
- 4. Arnošt (29. 1. 1866 Hradec Králové – 16. 12. 1866 Hradec Králové)
- 5. Malvína (12. 11. 1873 Polička – 2. 6. 1932 Krásné Březno)
  - ⚭ (12. 1. 1897) svobodný pán Jan Skrbenský z Hříště (24. 4. 1868 – ??)

Zemřel v březnu 1904.